# Cardamine cordata
Cardamine cordata là một loài thực vật có hoa trong họ Cải. Loài này được Barnéoud mô tả khoa học đầu tiên năm 1846.